# Coca frit
Le coca frit, ou soda frit, est une pâte à frire congelée au goût de Coca-Cola qui est frite puis recouverte de sirop de Coca-Cola, de crème fouettée, de sucre à la cannelle et d'une cerise,. à la State Fair of Texas de 2006,, , Gonzales est également l'auteur des recettes de beurre frit et de bière frites présentées lors des foires Texas State Fairs,. La concoction a remporté le titre de « la plus créative » lors de la deuxième compétition annuelle jugée parmi les vendeurs de nourriture. Elle s'est avérée très populaire au Texas, avec 10 000 tasses vendues au cours des deux premières semaines. Il s'est rapidement répandu dans d'autres États, apparaissant dans au moins 47 foires d'État en 2007, et il est désormais vendu dans le monde entier. En 2009, le coca frit a été présenté dans l'émission Bizarre Foods with Andrew Zimmern sur la chaîne Travel Channel. On estime que le coca frit contient 830 calories (3 500 kJ) par tasse.

## Variantes
Depuis sa création en 2006, plusieurs variantes sont apparues, utilisant différents types de soda avec différents ingrédients. Un article du New York Times publié en 2007 à l'Indiana State Fair mentionne le Pepsi frit comme une innovation. Dans cette variante particulière, les boules étaient servies avec des cure-dents et étaient décrites comme ayant le goût « d'une boule de beignet, mais avec une nuance notable de Pepsi ». Ils étaient servis avec du sucre à la cannelle, du sucre en poudre ou de la crème fouettée.